# Alloclubionoides paiki
Alloclubionoides paiki är en spindelart som först beskrevs av S. V. Ovtchinnikov 1999.  Alloclubionoides paiki ingår i släktet Alloclubionoides och familjen mörkerspindlar. Inga underarter finns listade i Catalogue of Life.